# Riso sardonico

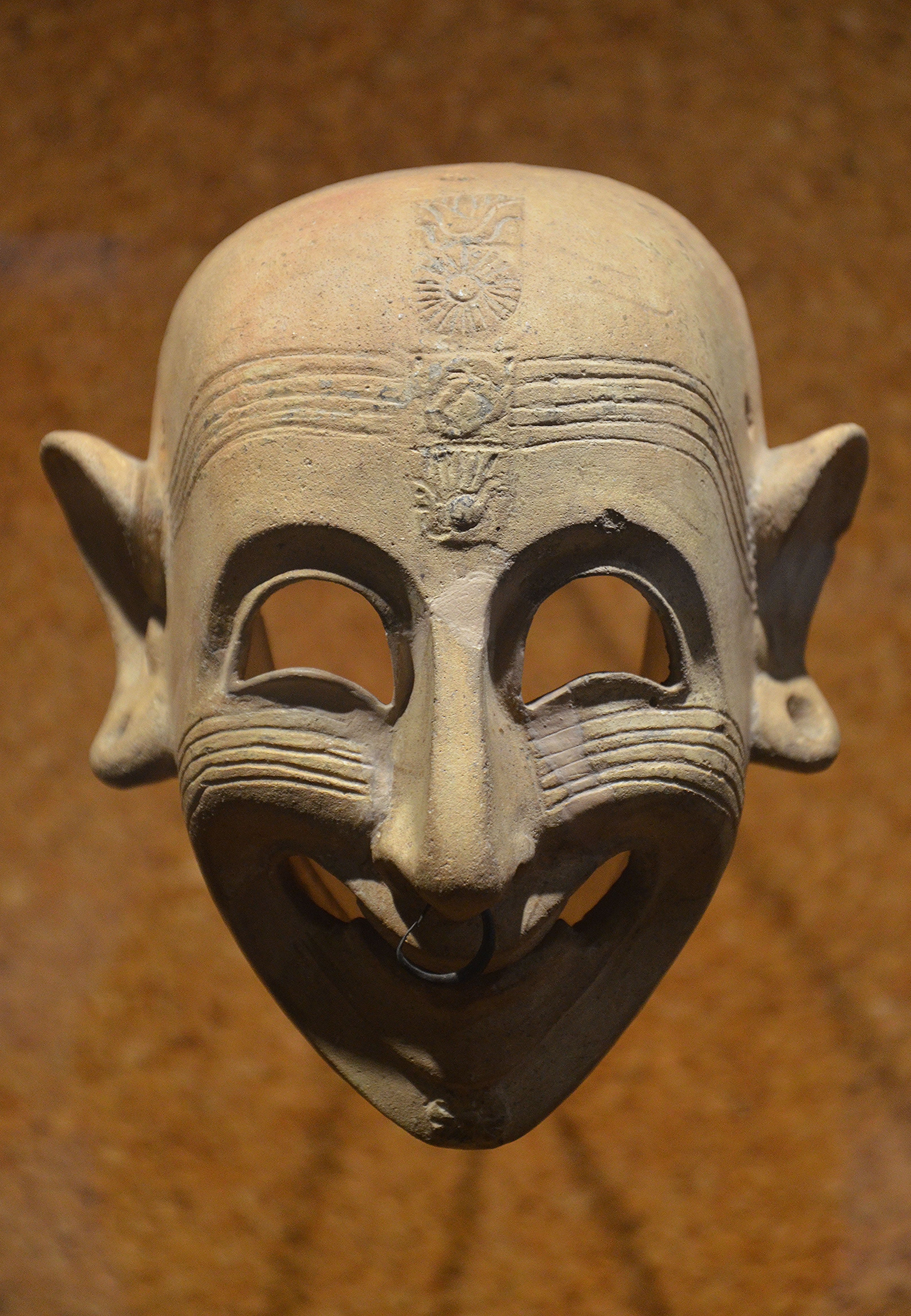
Maschera rinvenuta in una tomba sardo-punica a San Sperate in Sardegna, mostrante il "riso sardonico"

Il riso sardonico (in latino risus sardonicus) è un caratteristico spasmo prolungato dei muscoli facciali che sembra produrre un sorriso. Durante questa condizione le sopracciglia sono alzate e il cosiddetto "sorriso" è aperto e dall'aspetto "malevolo".
Viene tipicamente osservato nei soggetti colpiti dal tetano ma può essere causato anche da avvelenamento con stricnina.

## Storia
L'aggettivo greco sardánios appare per la prima volta nell'Odissea di Omero, dove viene utilizzato per indicare il riso amaro di Ulisse, dopo che questi aveva schivato una zampa di bue lanciatagli da Ctesippo. Più tardi viene usato da Simonide di Ceo per descrivere il riso di dolore provocato ai Sardi, che tentavano di approdare sull'isola di Creta, dall'abbraccio rovente di Talo, l'automa creato da Efesto. Per Zenobio, che cita sempre Simonide di Ceo, Talo avrebbe dimorato in precedenza in Sardegna dove avrebbe ucciso molti uomini provocando loro una morte così dolorosa da far loro digrignare i denti per la sofferenza.
Secondo un'altra tradizione narrata da Demone e Timeo, gli antichi Sardi nell'età nuragica offrivano in sacrificio a Crono gli anziani settantenni i quali, prima di venire gettati da un dirupo, ridevano. Altre fonti suggeriscono che ai prescelti per il sacrificio veniva somministrata la cosiddetta erba sardonica (σαρδόνιον), corrispondente alla Oenanthe crocata, una pianta neurotossica che provocava il sorriso sardonico.
Nel 2009 gli scienziati dell'Università del Piemonte Orientale e dell'Università di Napoli Federico II hanno identificato l'erba sardonica, la pianta storicamente responsabile del ghigno sardonico, con il finocchio d'acqua.
Russula sardonia è un fungo il cui nome è un riferimento al suo sapore molto acre, come da provocare la risata sardonica.